# Severin Cavallin
Severin Cavallin, född 24 september 1820 i Borlunda, död 30 maj 1886 i Vellinge, var en svensk präst, översättare och psalmdiktare. Han var son till Samuel Johan Cavallin, bror till Samuel Gustaf och Christian Cavallin samt morfar till Severin Hallberg.

## Biografi
Severin Cavallin blev docent i grekiska vid Lunds universitet 1843, prästvigdes 1849 och blev därefter kyrkoherde i Vellinge och Fuglie 1859. År 1879 blev han kontraktsprost i Skytts härad. År 1868 promoverades han till teologie doktor. Severin Cavallin är främst känd som personhistorisk forskare, och utgav 1846 Lunds universitets matrikel och 1854–1858 Lunds stifts herdaminne i fem band, och 1878 utkom Ur skånska presthusens häfder.
Cavallin var även översättare av uppbyggelselitteratur i pietistisk anda. I detta värv översatte han många av Philip Fredrik Hillers psalmtexter från tyska. Han översatte också Magnus Fredrik Roos Huslig Andaktsbok innehållande Morgon- och Aftonbetraktelser för hwar dag af året, som var vanligt förekommande i svenska hem under 1800-talet.
Cavallin var också verksam som psalmförfattare. Han utgav 1882 ett förslag till reviderad psalmbok, och insattes 1883 i psalmbokskommittén. Cavallin finns representerad i Den svenska psalmboken 1986 med ett verk (nr 454) men fanns också med i 1937 års psalmbok med minst två verk (nr 247 och 518) och i Nya psalmer 1921.
Severin Cavallin är begravd på Vellinge gamla kyrkogård.

## Psalmer
- En vingård Gud planterat har (Hemlandssånger (1891) nr 138, 1921 nr 527)
- Herrens stad har fasta grunder (1937 nr 244) översatt eller bearbetad 1882
- Härlig är Guds himmel blå (1937 nr 518), översatt Grundtvigs danska text från 1873 Finns på Wikisource.
- Jesu, du, som i din famn (1921 nr 555  och nr 589 i Svenska Missionsförbundets sångbok 1920. Översatt Benjamin Schmolcks tyska text).
- När jag den törnekrona (1986 nr 454), 1874
- Upp, var ljus, ty ljuset lyser (1921 nr 539, 1937 nr 247) skriven 1873
- Vredens stora dag Översatt från latin. (1819 nr 298, 1921 nr 664, 1986 nr 634) Cavallins insats togs bort i den senare bearbetade texten. Finns på Wikisource.

## Översättningar

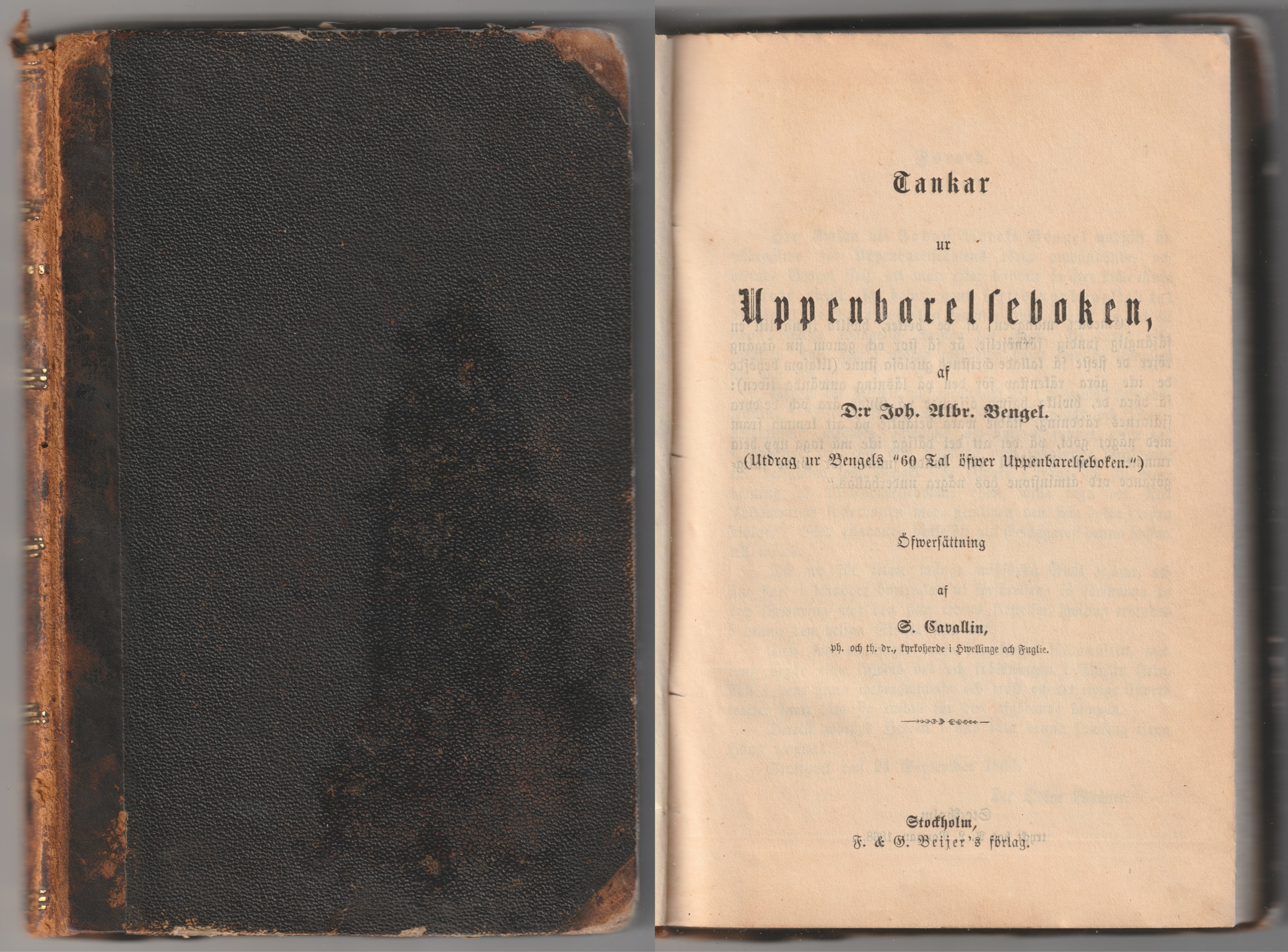
Tankar ur Uppenbarelseboken i Cavallins översättning (1868)

- Johann Albrecht Bengel: Evighetstankar (Arwidsson, 1867)
- Johann Albrecht Bengel: Tankar ur Uppenbarelseboken (Beijer, 1868)
- Nikolaus Fries: Mårten Luther, en man sänd af Gud (öfvers. från tyskan, med en eller annan liten ändring, af S. Cavallin) (Lund, 1883)
- Johann Arndt: Fyra böcker om den sanna kristendomen, hvartill kommit under namn af femte och sjette boken åtskilliga smärre afhandlingar (ny öfversättning af Samuel Gustaf Cavallin och Severin Cavallin) (Beijer, 1892). Även utg. med titeln Fyra anderika böcker om en sann kristendom